# Fantasea
Fantasea è il primo mixtape della rapper statunitense Azealia Banks, pubblicato indipendentemente l'11 luglio 2012.

## Tracce
1. Out of Space – 2:34
2. Neptune (feat. Shystie) – 3:57
3. Atlantis – 2:29
4. Fantasea – 4:29
5. Fuck Up the Fun – 2:25
6. Ima Read – 1:02
7. Fierce – 3:14
8. Chips – 3:48
9. Nathan (feat. Styles P) – 3:24
10. L8R – 2:42
11. Jumanji – 2:55
12. Aquababe – 3:45
13. Runnin' – 3:30
14. Us – 2:46
15. Paradiso – 0:49
16. Luxury – 2:45
17. Azealia (Skit) – 1:03
18. Esta Noche – 3:14
19. Salute – 1:27